# Hemtjärnen (Jörns socken, Västerbotten, 723615-171468)
Hemtjärnen är en sjö i Skellefteå kommun i Västerbotten och ingår i Kågeälvens huvudavrinningsområde.